# Ebina
Ebina (japanisch 海老名市, -shi) ist eine Stadt im Zentrum der Präfektur Kanagawa. Die Stadt erhielt am 1. November 1971 das Stadtrecht.

## Geographie
Ebina liegt südlich von Tokio und Zama, westlich von Yokohama, Ayase und Yamato, nördlich von Samukawa und östlich von Atsugi.
Der Sagami durchfließt die Stadt von Norden nach Süden.

## Geschichte
Die ersten Zeugnisse von Besiedlung stammen von vor über 30.000 Jahren. Der Sagami Kokubunji Tempel (相模国分寺) wurde während der Narazeit im Auftrag von Kaiser Shōmu gebaut und ließ die Umgebung florieren. 1898 wurden die Dörfer Ebina und Arima gegründet, die sich 1955 zusammenschlossen und 1971 in der Stadt Ebina aufgingen.

## Wirtschaft
In Ebina sind mehr als 150 Firmen ansässig, die Metallprodukte, Maschinen und Elektrogeräte produzieren. Ebina ist Wohnstadt für Pendler nach Tokio und Yokohama.

## Weblinks

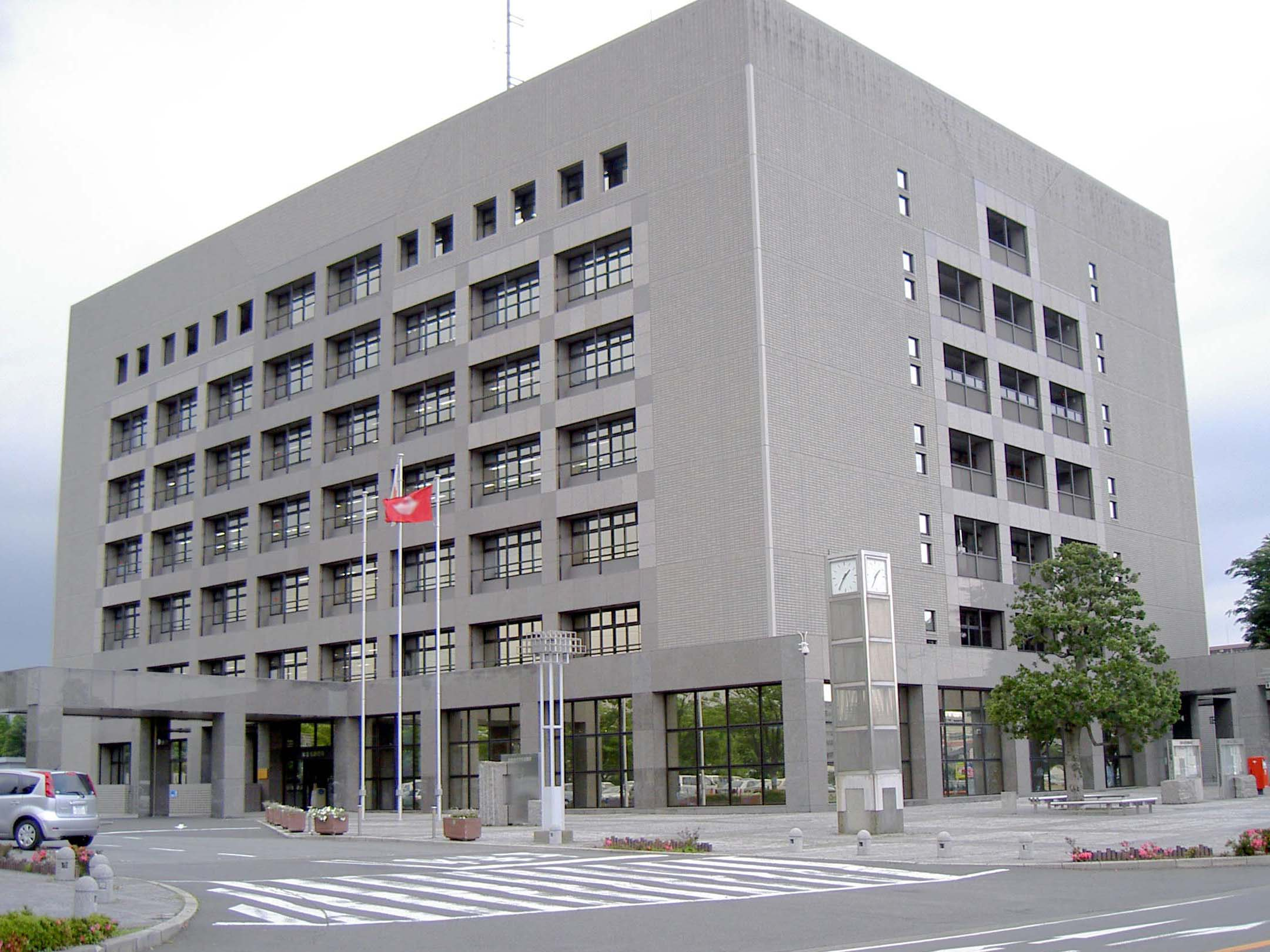
Rathaus von Ebina

## Verkehr
Ebina ist über die Tōmei-Autobahn, die Ken-Ō-Autobahn und die Shin-Tōmei-Autobahn erreichbar. Der Bahnhof Ebina ist ein bedeutender Verkehrsknotenpunkt. Hier verkehren die Odakyū Odawara-Linie von Odakyū Dentetsu, die Sagami-Linie von JR East und die Sōtetsu-Hauptlinie von Sagami Tetsudō. Die beiden erstgenannten Linien führen auch durch den Bahnhof Atsugi.

## Städtepartnerschaft
- 1991 Shiroishi Miyagi, Japan

## Söhne und Töchter der Stadt
- Naoko Kijimuta (* 1972), Tennisspielerin
- Akiko Kijimuta (* 1968), Tennisspielerin

## Angrenzende Städte und Gemeinden
- Fujisawa
- Yamato
- Atsugi
- Zama
- Ayase
- Samukawa